# 량펀
량펀(중국어: 涼粉)은 녹두, 완두, 쌀 등으로 만드는 묵과 비슷한 음식이다.

## 사진 갤러리

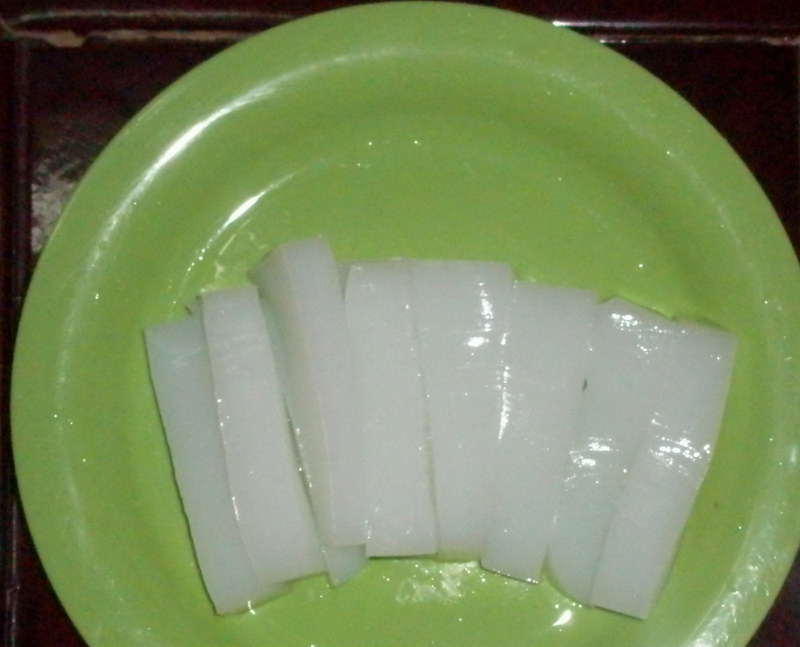
량펀
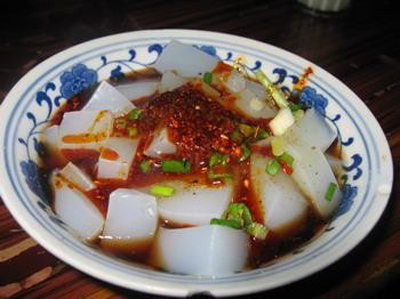
티베트식 라핑

## 같이 보기
- 묵
- 아실랸푸